# پیر ساموئل دو پون دو نمور
پیِر ساموئل دو پون دو نُمور (فرانسوی: Pierre Samuel du Pont de Nemours‎؛ زاده ۱۴ دسامبر ۱۷۳۹ – درگذشته ۷ اوت ۱۸۱۷) یک اقتصاددان اهل فرانسه بود.